# Beleidsinformatica
Beleidsinformatica in Vlaanderen, of bedrijfskundige informatica in Nederland, is een richting binnen de informatiekunde. Het omvat het ontwerpen, het ontwikkelen en toepassen van informatie- en communicatiesystemen in ondernemingen met oog op het 'stroomlijnen' van bedrijfsprocessen om daarmee een verhoging van de winst te realiseren. 
Het vakgebied is multidisciplinair, met name kennis van bedrijfskunde, communicatie en informatica is noodzakelijk. Tevens wordt er tijdens de studie aandacht besteed aan andere disciplines zoals economie en marketing.

## Opleidingen Beleidsinformatica & Bedrijfskundige Informatica

### In Nederland
- Master of Science, Business Information, CROHO isat-code 70157
- Master of Science, Business Information Management, CROHO isat-code 60453
- Master of Science, Business Information Technology, CROHO isat-code 60025
- Master of Science, Business Process Management and IT, CROHO isat-code 60094
- Master of Science, Executive Master of Information Management & Digital Transformations, CROHO isat-code 75091
- Bachelor of Science, Business Information Technology, CROHO isat-code 56066
- Bachelor of Science, Business IT & Management, CROHO isat-code 39118

### In Vlaanderen
- Master handelsingenieur in de beleidsinformatica
- Master of Science in de Toegepaste Informatica
- Master in Information Management
- Bachelor in Informatiemanagementsystemen

### In Duitsland
- Diplom Wirtschaftsinformatiker, aan de Fachhochschule (FH), gelijkwaardig met Bachelor of Science
- Diplom Wirtschaftsinformatiker, aan Universiteit, gelijkwaardig met Master of Science
- Bachelor of Science in Information Systems / Wirtschaftsinformatik
- Master of Science in Information Systems / Wirtschaftsinformatik

## Onderzoek
- (en)  Westfaalse Wilhelms-Universiteit, Münster, European Research Center for Information Systems. Gearchiveerd op 28 februari 2014.